# Vladimir (Samochin)
Vladimir (světským jménem: Michail Viktorovič Samochin; * 18. listopadu 1979 Skopin) je ruský duchovní Ruské pravoslavné církve a metropolita doněcký a mariupolský.

## Život
Narodil se 18. listopadu 1979 ve Skopinu.
Roku 1995 dokončil Skopinskou střední školu č. 2 a poté dva roky studoval na Rjazaňském duchovním učilišti. Roku 1997 nastoupil na Kalužský duchovní seminář, který dokončil roku 1999.
V letech 1999–2003 studoval na Petrohradské duchovní akademii, kterou dokončil v červnu roku 2005 s diplomovou prací na téma "Tovaryšstvo Ježíšovo (jezuité). Protireformační aspekt činnosti."
Dne 7. dubna 2000 byl v chrámu svatého apoštola Jana Bohoslova při akademii rektorem Petrohradských duchovních škol arcibiskupem tichvinským Konstantinem (Gorjanovem) ustanoven čtecem.
V srpnu 2003 se stal učitelem Dějin Ruské pravoslavné církve a Obecných církevních dějin na Rjazaňském duchovním učilišti. Od stejného roku byl ekonomem Rjazaňského duchovního semináře a tuto funkci zastával do roku 2004.
Dne 7. listopadu 2004 byl v katedrálním chrámu Narození Krista v Rjazani arcibiskupem rjazaňským a kasimovským Pavlem (Ponomarjovem) rukopoložen na diákona a 15. února 2005 ve stejném chrámu na jereje.
Dne 15. března 2005 byl ustanoven prorektorem pedagogické činnosti Rjazaňského duchovního semináře.
Dne 10. dubna 2005 mu bylo uděleno právo nosit nabedrenik a fialovou kamilavku.
Dne 10. dubna 2006 byl jmenován představeným podvorje monastýru Promění Páně v Rjazani na území Klinické nemocnice Rjazaň.
V červnu 2007 byl jmenován vedoucím sektoru pro zlepšování úrovně duchovního vzdělávání duchovních rjazaňské eparchie.
Roku 2010 prošel odbornou rekvalifikací na Moskevské akademii státní a veřejné správy.
Dne 5. března 2010 se stal blagočinným 1. Skopinského okruhu a představeným chrámu svatého Mikuláše v Skopinu. O měsíc později byl povýšen na protojereje.
Dne 20. července 2011 byl přijat do monastýru Promění Páně v Rjazani a 23. července byl v chrámu Proměnění Páně arcibiskupem Pavle postřižen na monacha se jménem Vladimir na počest svatého knížete Vladimíra.
Den 1. srpna 2011 byl osvobozen od funkce prorektora pro pedagogickou činnost a ustanoven 1. prorektorem Rjazaňského duchovního semináře. Dne 22. srpna byl jmenován zástupcem představeného monastýru Proměnění Páně.
Dne 6. října 2011 jej Svatý synod zvolil biskupem skopinským a šackým a 9. října byl povýšen na archimandritu.
Dne 25. listopadu 2011 byl v Patriarchální rezidenci v Moskvě oficiálně jmenován biskupem a 2. prosince proběhla v chrámu Krista Spasitele jeho biskupská chirotonie. Světiteli byli patriarcha moskevský Kirill, metropolita saranský a mordovský Varsonofij (Sudakov), metropolita volokolamský Ilarion (Alfejev), metropolita rjazaňský a michajlovský Pavel (Ponomarjov), arcibiskup istrijský Arsenij (Jepifanov), arcibiskup kurganský a šadrinský Konstantin (Gorjanov), arcibiskup jegorjevský Mark (Golovkov), biskup dmitrovský Alexandr (Agrikov), biskup krasnogorský Irinarch (Grezin), biskup solněčnogorský Sergij (Čašin), biskup podolský Tichon (Zajcev), biskup voskresenský Savva (Michejev) a biskup kasimovský a sasovský Dionisij (Porubaj).
Dne 30. května 2014 byl Svatým synodem ustanoven biskupem čitským a krasnokamenským.
Dne 25. prosince 2014 mu byl v souvislosti se zřízením něrčinské eparchie změněn titul na čitským a petrovsk-zabajkalský. Zároveň byl ustanoven hlavou zabajkalské metropole.
Dne 1. února 2015 byl při liturgii v chrámu Krista Spasitele v Moskvě povýšen patriarchou Kirillem na metropolitu.
Dne 3. června 2016 byl jmenován metropolitou chabarovským a priamurský, hlavou priamurské metropole.
Dne 13. června 2016 byl Svatým synodem ustanoven rektorem Chabarovského duchovního semináře.
Dne 28. prosince 2018 byl ustanoven metropolitou vladivostockým a primorským, hlavou primorské metropole.
Dne 26. února 2019 byl osvobozen od funkce rektora Chabarovského duchovního semináře.
Dne 24. října 2024 byl ustanoven metropolitou doněckým a mariupolským. 